# (2291) Kevo
(2291) Kevo est un astéroïde de la ceinture principale.

## Description
(2291) Kevo est un astéroïde de la ceinture principale. Il fut découvert le 19 mars 1941 à Turku par Liisi Oterma. Il présente une orbite caractérisée par un demi-grand axe de 3,04 UA, une excentricité de 0,07 et une inclinaison de 24,5° par rapport à l'écliptique.

## Compléments